# Westchester County repülőtér
A Westchester County repülőtér (IATA: HPN, ICAO: KHPN) regionális repülőtér New York közelében, a várost kiszolgáló öt repülőtér egyike.

## Futópályák
A repülőtér futópályái:
- 11/29 (4451 ft, 150 ft, aszfalt)
- 16/34 (6549 ft, 150 ft, aszfalt)

## Forgalom
Az utasforgalom az elmúlt években az alábbi módon változott:
| Utasok száma | 1 041 545 | 930 097 | 920 346 | 1 003 600 | 1 807 050 | 1 905 557 | 1 437 685 | 1 459 554 | 1 518 668 | 1 744 046 |
|              | 1999      | 2002    | 2004    | 2006      | 2008      | 2011      | 2013      | 2015      | 2017      | 2019      |

## Légitársaságok és úticélok
2025-ben a Westchester County repülőtérről az alábbi járatok indulnak (Utoljára frissítve: 2025-02-11):
| Légitársaság     | Célállomások |
| ---------------- | --- |
| American Eagle   | Charlotte, Chicago–O'Hare, Washington–National Szezonális: Miami[forrás?]                                                                                            |
| BermudAir        | Bermuda |
| Breeze Airways   | Charleston (SC), Myrtle Beach, Raleigh/Durham, Vero Beach Szezonális: Daytona Beach, Greenville/Spartanburg (kezdődik 2025. május 2-án), Sarasota, Savannah[forrás?] |
| Cape Air         | Lebanon (NH) Szezonális: Martha’s Vineyard |
| Delta Air Lines  | Atlanta |
| Delta Connection | Atlanta, Detroit |
| JetBlue          | Fort Lauderdale, Fort Myers, Orlando, San Juan, Tampa, West Palm Beach Szezonális: Nantucket                                                                         |
| JSX              | Boca Raton, Miami–Opa Locka, West Palm Beach Szezonális: Naples (FL)                                                                                                 |